# Gelis fumipennis
Gelis fumipennis är en stekelart som beskrevs av Horstmann 1986. Gelis fumipennis ingår i släktet Gelis och familjen brokparasitsteklar. Inga underarter finns listade i Catalogue of Life.